# Poulet braisé
Le poulet braisé est une préparation culinaire à base de poulet préalablement mariné puis cuit à la braise ou au grill. Très populaire dans de nombreux pays d'Afrique, la préparation du poulet est déclinée selon les régions avec les épices locales.